# Mary Ann McCracken
Pour les articles homonymes, voir McCracken.
Mary Ann McCracken, née le 8 juillet 1770 à Belfast et morte le 26 juillet 1866 dans la même ville, est une réformatrice sociale irlandaise, partisane des Irlandais unis. 

## Biographie
Mary Ann McCracken naît à Belfast, dans une famille presbytérienne. Son père, John McCracken, est un armateur d'ascendance écossaise et sa mère, Ann Joy, est issue d'une famille de protestants français huguenots, les Joy, négociants de lin. Son grand-père maternel, Francis Joy, est fondateur en 1737 du journal Belfast News Letter (en). Elle fait ses études dans l'école mixte fondée par David Manson,.
Elle est la sœur de Henry Joy McCracken, l'un des membres fondateurs de la Société des Irlandais unis. Un certain nombre de presbytériens irlandais sont alors proches des idéaux des révolutions américaine et française. Heny Joy McCracken est arrêté une première fois en octobre 1796 et emprisonné à Dublin, puis il est relâché en décembre 1797. Lors de la rébellion irlandaise de 1798, Henry Joy McCracken prend la tête des rebelles dans le nord de l'île. La bataille d'Antrim (en) du 7 juin 1798 met les rebelles en déroute et Henry Joy McCracken prend la fuite et se cache, avec plusieurs de ses compagnons, dans les collines du sud d'Antrim. Mary Ann McCracken aide son frère à trouver un navire pour les États-Unis, mais il est reconnu avant de pouvoir s'embarquer. Arrêté et détenu à Carrickfergus, il est transféré à Belfast où il condamné à mort et exécuté le 17 juillet 1798. 
Mary Ann McCracken est membre fondateur de la Belfast Harp Society (1808-1813). Elle soutient Edward Bunting dans son recueil de musique traditionnelle, et contribue au deuxième volume de son œuvre, The Ancient Music of Ireland en 1809.

## Engagements sociaux

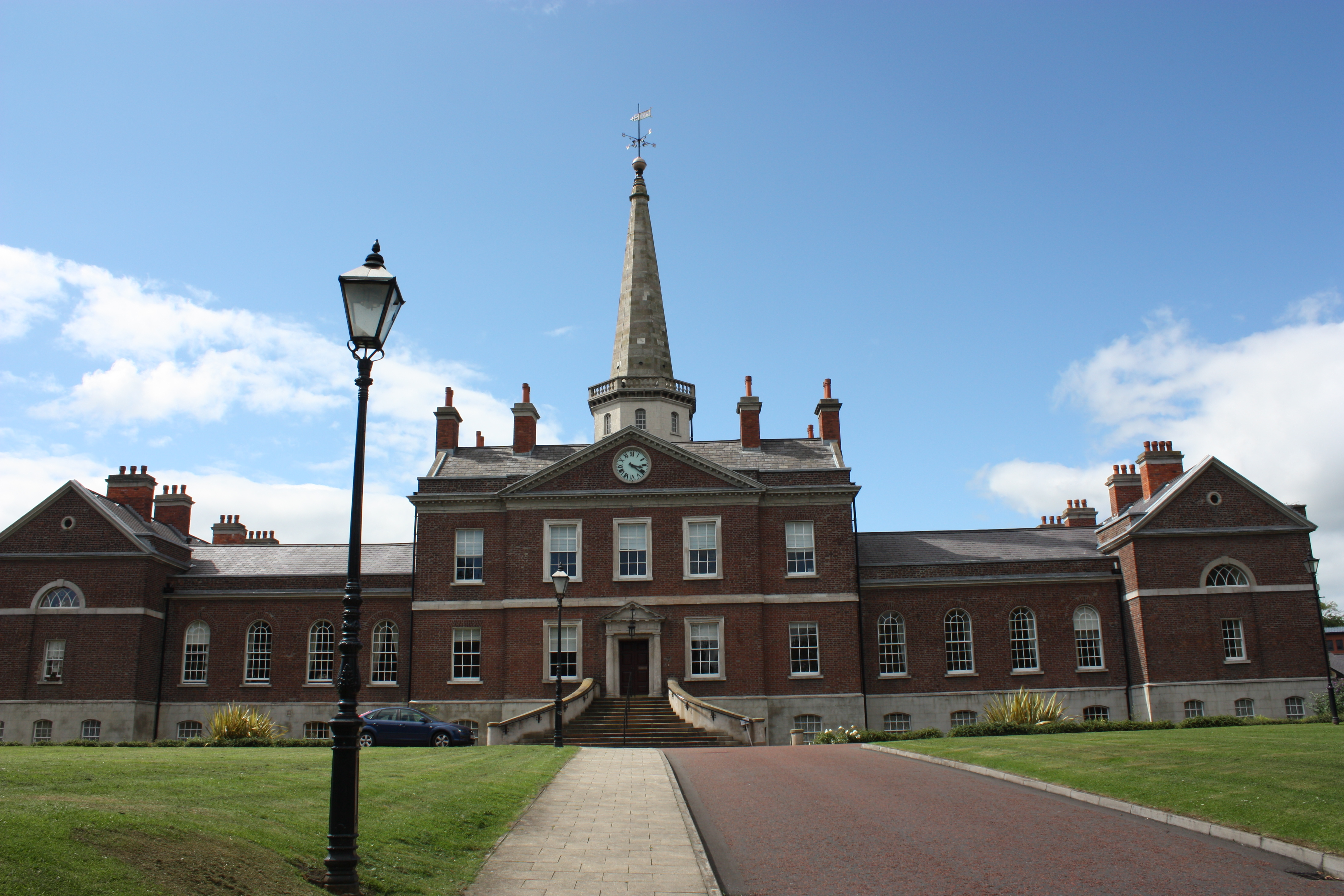
Clifton House, Belfast

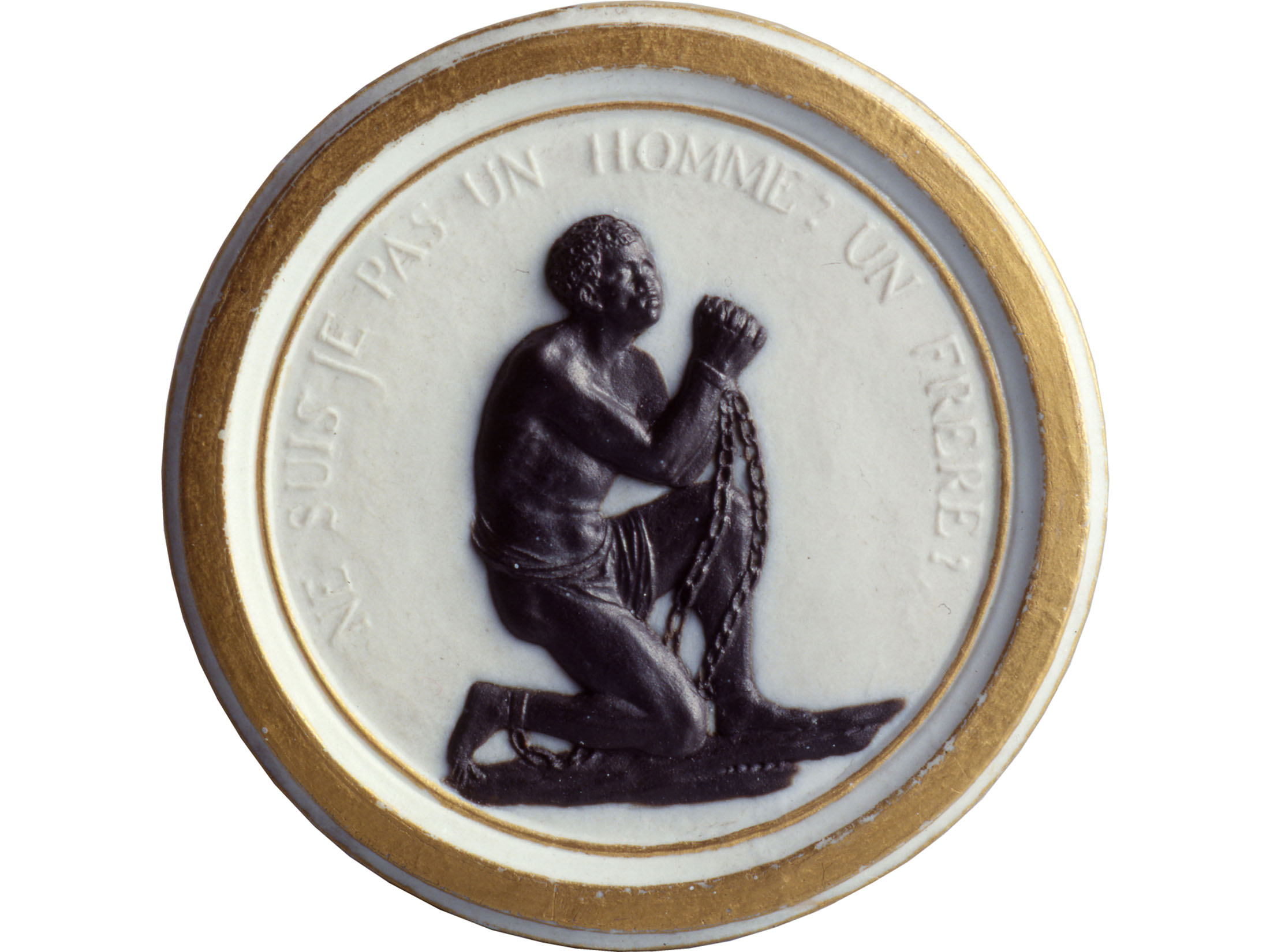
Médaillon abolitionniste : Am I Not a Man and a Brother?

Mary Ann s'investit dans les activités de soutien à la Poorhouse Clifton House (en), créée par la société de bienfaisance de Belfast à laquelle appartiennent ses oncles maternels, Robert et Henry Joy. À la suite de la visite d'Elizabeth Fry, elle fonde le comité des femmes de la Belfast Charitable Society dont elle est présidente de 1832 à 1855. L'action de ce comité permet d'ouvrir une école et un crèche, destinées aux enfants orphelins de Belfast. Elle s'investit dans différentes causes, notamment l'amélioration des conditions de détention des prisonniers, l'interdiction d'avoir recours à de jeunes enfants pour ramoner les cheminées et la lutte contre les mauvais traitements envers les animaux.
Mary Ann dirige le comité des femmes abolitionnistes de Belfast, portant notamment une broche Wedgwood ornée de la devise « Am I Not a Man and a Brother? ».    
Elle distribue des tracts anti-esclavagistes aux passagers à destination des États-Unis, où l'esclavage était encore pratiqué.

## Fin de vie et hommages
Elle meurt le 26 juillet 1866 à l'âge de 96 ans, à Belfast. Elle est enterrée au cimetière de Clifton Street. Le musée d'Ulster à Belfast possède une photo d'elle. Une plaque bleue a été apposée par le Ulster History Circle sur la maison du 62 Donegall Pass, à Belfast, où elle a passé la majeure partie de sa vie.